# Anetia thirza
Anetia thirza is een vlinder uit de familie Nymphalidae, onderfamilie Danainae.
De wetenschappelijke naam van de soort is voor het eerst geldig gepubliceerd in 1833 door Charles Andreas Geyer.